# Santa Isabel, Veracruz
Santa Isabel är en ort i Mexiko.   Den ligger i kommunen Espinal och delstaten Veracruz, i den sydöstra delen av landet, 190 km nordost om huvudstaden Mexico City. Santa Isabel ligger 113 meter över havet och antalet invånare är 1 156.
Terrängen runt Santa Isabel är platt åt nordost, men åt sydväst är den kuperad. Runt Santa Isabel är det ganska tätbefolkat, med 72 invånare per kvadratkilometer. Närmaste större samhälle är Olintla, 19,0 km sydväst om Santa Isabel. Omgivningarna runt Santa Isabel är en mosaik av jordbruksmark och naturlig växtlighet.